# Carlos Pezzullo
Carlos Alberto Pezzullo Alvarado (Maracaibo, 18 ottobre 1982) è un giocatore di baseball e allenatore di baseball venezuelano con cittadinanza italiana.

## Carriera

### Club
Per tre anni gioca in patria con i Pastora de los Llanos, mentre in inverno disputa la Venezuelan Summer League, vinta nel 2003 con la franchigia affiliata ai Cleveland Indians.
L'approdo in Italia avviene nel 2004 quando viene ingaggiato dai Warriors Paternò, che all'epoca militavano in Serie A1. Dopo due anni sbarca a Nettuno, con cui disputerà 6 campionati di fila. Nel 2012, non rientrando nei piani del manager Bagialemani, passa in prestito al Rimini Baseball.
Dopo due anni a Rimini torna a Nettuno nel 2014, mentre nel 2015 è di scena in Serie B Federale con la SSD Fiorentina Baseball.
Nel 2016 inizia la sua prima esperienza da manager al Porto Sant'Elpidio Baseball (sempre in Serie B Federale), con un duplice ruolo di allenatore-giocatore.

### Nazionale
Con la Nazionale italiana ha vinto il campionato europeo 2010.
Al termine della stagione 2012, ha al suo attivo 18 presenze nella nazionale italiana.

## Palmarès

### Club
- Coppe Italia: 2

Nettuno: 2011
Rimini: 2013
- European Cup: 2

Nettuno: 2008, 2009

### Nazionale
- Campionati europei: 1

Italia: 2010